# 趙爾巽
趙爾（1844年5月23日—1927年9月3日），字公镶，号次珊，一作次山，晚号无补、无补老人。清朝漢軍正藍旗人，祖籍登州蓬萊（一说辽宁辽阳）。清末政治、軍事人物，曾任四川總督、湖广总督、東三省總督、清史馆馆长。《清史稿》的主修者，奉天講武堂的創辦人。遺著有《刑案新編》、《趙留守攻略》等。现有赵尔巽墓位于北京市怀柔区怀北镇神山村北。

## 生平
同治六年（1867年）中舉人。同治十三年（1874年）進士，后歷任翰林院編修、安徽、陕西等省按察使，甘肅、新疆、山西布政使。
光绪二十八年（1902年）11月，奉命護理山西巡撫。光绪二十九年（1903年）署湖南巡抚。光绪三十年（1904年）4月，內調署戶部尚書。光绪三十一年（1905年）4月，復外調出任盛京將軍。
1906年1月1日，盛京將軍趙爾巽奏准奉天設商務總局，調查全省礦產及各項商業:15。5月25日，清廷電飭袁世凱、趙爾巽、程德全等協力進剿馬賊:28。10月19日，清廷以盛京將軍趙爾巽奏奉省應辦事宜為難，諭軍機大臣等奉省所用人員，准其奏咨調往，所需款項隨時咨商戶部設法協濟，並勉趙爾巽力任該職，所有練兵、理財以及農工商業，務當認真籌辦:44。
1907年3月17日，趙爾巽札行各州縣，通諭民間禁止售地租地於外人:66。4月11日，盛京將軍趙爾巽電告外務部：日本駐屯滿洲軍隊，除鐵嶺、奉天兩處鐵道守備隊外，已全部退完:69。5月3日，清廷以四川總督岑春煊為郵傳部尚書，裁缺盛京將軍趙爾巽為四川總督:71。5月9日，外務部電前盛京將軍趙爾巽，日商私訂開礦合同，應切實諭禁，並照會日領事聲明不認:71。5月17日，趙爾巽電外務部，請照會日使，禁阻日人越界收取黃海、渤海及山東沿海一帶漁利:72。后由趙爾巽弟趙爾豐代理四川總督。同年7月，张之洞入京授军机大臣，乃以赵尔巽补授湖广总督，在此期间主持创办湖北法政学堂。11月13日，湖廣總督趙爾巽電請外務部力阻日人在漢口租界外購地:95。
1908年2月，復調任四川總督。1911年3月繼錫良任東三省總督，並授欽差大臣。期間重用張作霖，任其為奉天國民保安會軍事部副部長。1912年1月30日，赵尔巽致电袁世凯，要求袁世凯承认东三省的立法、人事、财政、军事的独立。3月15日，袁世凯任命赵尔巽为东三省都督。
民國成立後，隱居青島。民国三年（1914年），袁世凱委任其为清史馆馆长，主编《清史稿》。初期經費充足，每月拨款10多万银元，最高者每月薪金600元。由赵尔巽做主，广聘人员。清末耆儒通士，不少都进入史馆。1916年，袁世凯病逝，北洋政府财政维艰，馆中经费骤减10万銀元。清史馆开支成为重大问题，编纂人员纷纷离去。民国十四年（1925年）2月，段祺瑞擧行善後會議，推其為正議長。5月，又聘其為臨時參政院參政，並被指定為臨時參政院院長。1926年，趙爾巽靠個人關係向張作霖、吳佩孚、張宗昌等人募捐，方才勉強維持清史館的運作。民国十六年（1927年），《清史稿》勉強完稿，旋即逝世於北京。

## 家庭
- 高祖：趙洵，兄弟有趙淳、趙濂。
- 曾祖：寅宾。
- 祖：（赵）達綸，取满名，不冠以汉姓。其弟達祿。達綸堂亲有阿林 (乾隆进士)、（趙）珠敦、寅亮、寅羲、达瀛等。达瀛娶道光帝和妃亲侄女（父延昌），达瀛的兄弟和子女同贵族多有联姻。
- 父：（赵）文颖和堂弟(趙)文起是道光25年同科进士，文起女婿正黄旗汉军衡州府知府曹裕慶，侄女曹氏嫁山東巡撫文彬之子进士延燮。
- 兄弟：排行老二，有兄赵尔震，三弟赵尔丰，四弟赵尔萃。
- 同族赵氏：众多，列举几例姻亲如下。一赵氏，乃进士承齡（裕瑚鲁氏）之母，其父正蓝旗汉军趙寅亮，胞叔乾隆辛丑科進士阿林 (乾隆进士)，堂姊赵氏嫁正蓝旗满洲、嘉慶辛酉科進士他塔喇氏秀堃，胞姊赵氏嫁内务府正白旗汉军李氏舒辰，父内务府六库郎中兼骁骑参领恒林，嫡堂弟道光九年（1829年）己丑科进士舒貴。一赵氏，进士承齡（裕瑚鲁氏）之妻，父正蓝旗汉军趙達誠，祖父趙寅亮；承齡的妻、母均属正蓝旗汉军、清末東三省總督趙爾巽家族。一赵氏，父正蓝旗汉军赵达瀛，祖伯父乾隆辛丑科进士阿林 (乾隆进士)，曾祖乾隆癸酉科举人赵淳。赵氏，阿林 (乾隆进士)侄孫女，嫁山東巡撫文彬之子延照。一赵氏，阿林 (乾隆进士)孫女，嫁礼部尚书贵庆子吏部郎中宝源局监督浙江嘉興府知府瑞琇。一赵氏嫁杨佳氏鍾祥 (嘉慶進士)堂兄弟浙江嘉興府知府進士鍾裕。一赵氏嫁将军明誼。一赵氏，阿林 (乾隆进士)侄孫女，嫁徐桐之子徐承熊。一赵氏嫁英廉后代（冯氏）巴揚阿。一赵氏嫁總督柏貴。一赵氏嫁张氏保淳。一赵氏嫁李質穎曾孫、安齡侄進士(李氏)豐安。一赵氏嫁道光帝和妃侄子湖北按察使福珠隆阿。另有赵氏女子和宗室爱新觉罗氏联姻较多。